# Governatorato di al-Fayyum
Il governatorato di al-Fayyūm (in arabo محافظة الفيوم‎?, Muḥāfaẓat al-Fayyūm, scritto anche Faiyum, Fayum o, francesizzato, Fayoum, in arabo ألفيوم‎?, al-Fayyūm) è un governatorato dell'Egitto situato al centro del paese. Prende il nome dal suo capoluogo, Fayyum.

## Geografia fisica

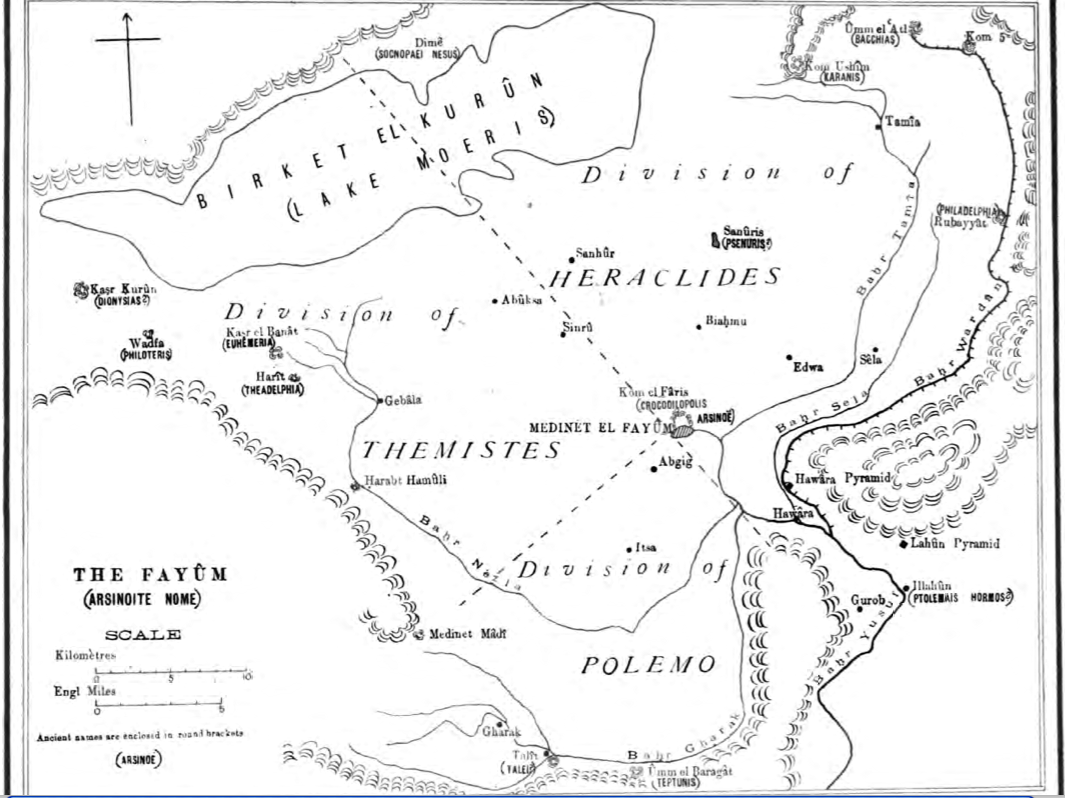
Antica mappa della zona del Fayyum

Nel governatorato si trova l'oasi omonima che con una superficie di 1270 km² è la più grande delle oasi del deserto occidentale ed occupa quasi il 70% del territorio del governatorato stesso. 
I suoi campi sono irrigati da un canale derivato dal Nilo detto Bahr Yussef  che scorre in una depressione posta ad occidente della valle del Nilo che raggiunge in alcuni punti i 44 metri sotto il livello del mare.
Il canale attraversa i siti archeologici di Lahun e Gurob, irriga le terre del bacino del Fayyum per poi terminare nel lago Qarun, che nei tempi antichi era di acqua dolce ed era noto come lago Meride, ma ora si è notevolmente ristretto e presenta una elevata salinità.
La capitale del governatorato Fayyum si trova a 130 km a sud-ovest del Cairo.
Nella regione si trovano numerosi siti archeologici di periodi che vanno dalla fine del Paleolitico (8000 a.C.)al periodo tardo romano e cristiano (641 d.C.). Fra questi particolarmente importanti sono:
- il sito di Karanis risalente al periodo tolemaico;
- il sito di Hawara con la sua piramide;
- il sito di el-Lahun.

## Storia
Il Fayyum era noto nell'antichità come il ventunesimo distretto dell'Alto Egitto, Atef Pehu (Sicomoro del Nord). Il suo capoluogo era Shedet il cui nome greco  fu Crocodilopolis/Arsinoe.
Il lago vero e proprio era conosciuto durante l'Antico regno come sh (lago) o come sh-rsy (lago del sud).

La principale divinità egizia venerata nella regione fu il dio-coccodrillo Sobek.

Il Fayyum ricevette particolare attenzione da parte dei sovrani della XII dinastia che furono i promotori di ampi lavori di canalizzazione e bonifica della regione che divenne uno dei centri agricoli di maggior importanza dell'Egitto del Medio Regno.

Il lago del Fayyum, grazie ai lavori di canalizzazione, divenne un bacino di riserva, e regolazione, delle acque del Nilo.

Grazie alla venuta alla luce, sulle rive del lago Moeris, di oggetti risalenti al paleolitico e al neolitico si può notificare e studiare la presenza e lo stile di vita di gruppi umani viventi in quei periodi storici e preistorici. 
Se dell'Antico Regno restano tracce di un tempio localizzato presso Dime, durante il Medio Regno vennero iniziati i lavori di bonifica del lago, intrapresi da Amenemhat I e la costruzione della città di Ithet-taui. Successivamente Sesostri I costruì un obelisco-stele presso Medinet el-Fayyum ed il suo successore Sesostri II una piramide presso el-Lahum; in questo sito verrà rinvenuto il centro abitato dagli operai della piramide. In seguito Amenemhat III eresse la sua piramide presso Hawara e intraprese la costruzione di dighe e canali. Durante il Nuovo Regno la zona verrà prescelta dai faraoni come luogo di villeggiatura grazie alla fertilità delle terre.
Nel corso del I millennio si ebbe un abbandono progressivo degli insediamenti, e dei terreni coltivabili, situati sulle rive del bacino interno.
Sotto la dominazione romana si diffuse la monocultura del grano e durante il periodo cristiano vennero eretti alcuni monasteri
dei quali non resta però traccia.
Il periodo di dominazione arabo si contraddistinse per l'incremento dell'attività agricola.

Le grandi spedizioni archeologiche ebbero inizio nel 1798 con quella napoleonica e portarono alla luce un notevole numero di resti, sia di insediamenti sia di papiri, risalenti soprattutto al periodo tolemaico-romano.

## I ritratti del Fayyum

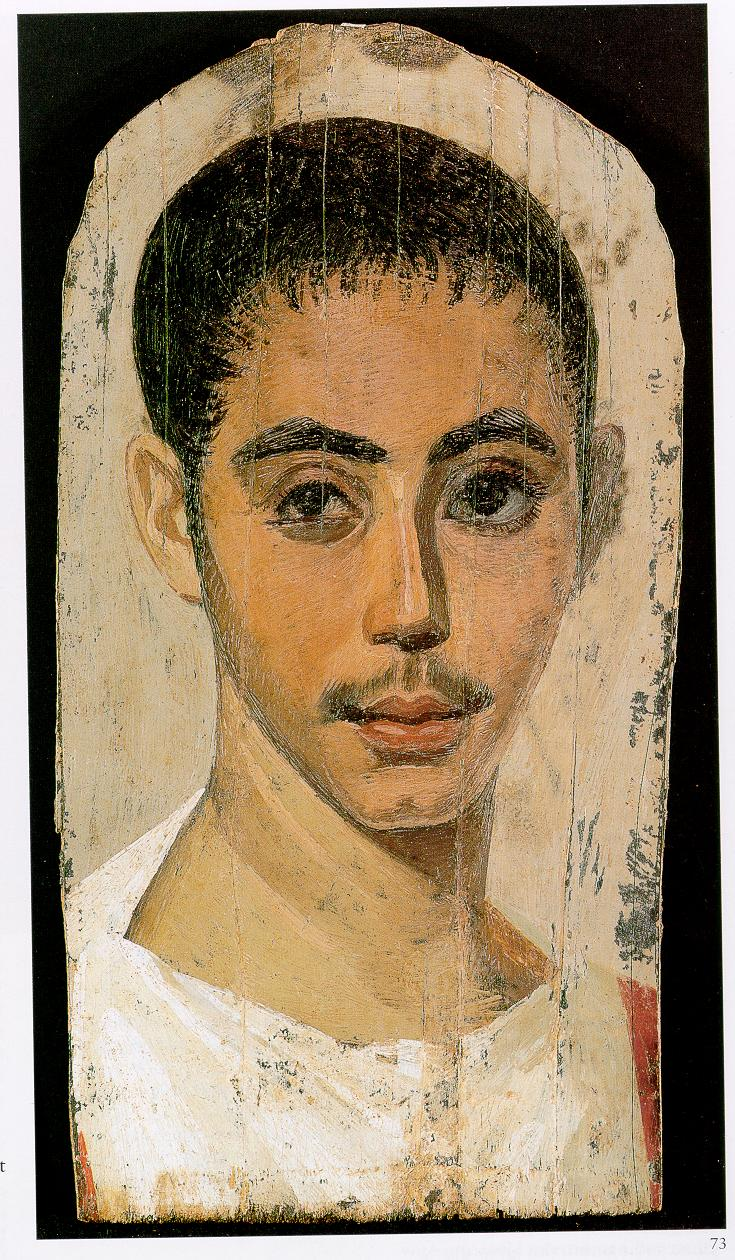
Ritratto di un giovane

Alla fine del I millennio a.C. il Fayyum - territorio ormai popolato prevalentemente da coloni, soprattutto soldati greci - era passato, con l'Egitto, sotto il dominio romano.
È a questo periodo - tra il I secolo a.C. e il II o III d.C. - che risale una notissima serie di circa 600 ritratti funebri che costituiscono un singolare mix culturale, nel quale la tradizione egiziana dell'imbalsamazione dei defunti si unisce a quella della ritrattistica romana.
Le mummie, che dovevano appartenere alla classe dirigente dei villaggi visto l'alto costo di onori funebri così complessi, sono caratterizzate appunto dalla riproduzione naturalistica e straordinariamente espressiva del volto del defunto, su tavola, sulle bende di lino che coprivano il volto, su pannelli. I soggetti effigiati, a tempera o ad encausto,  sono caratterizzati da giovane età (raramente compaiono volti che mostrino più di 35 anni) e grande pluralità di tratti somatici: compaiono visi caucasici nordafricani, vicino-orientali, meticci.
Lo spopolamento dell'oasi e la secchezza del clima hanno permesso la conservazione di un vasto numero di questi manufatti funebri, anche cristiani.
Questo tipo di ritrattistica funebre - considerata il diretto antecedente della pittura copta - non è tuttavia esclusiva dell'area del Fayyum.

Altri analoghi ritrovamenti sono stati fatti lungo tutto il corso del Nilo, dall'Alto Egitto alla costa del Mediterraneo.